# Kentucky Kingdom
Koordinaten: 38° 11′ 44″ N, 85° 44′ 50″ W
Kentucky Kingdom ist ein amerikanischer Freizeitpark, der am 23. Mai 1987 als Erweiterung der State Fair eröffnet wurde. Der Park befindet sich in Louisville, Kentucky. Er gehört zur Kette Herschend Family Entertainment, zu der auch die Parks Dollywood, Silver Dollar City und Wild Adventures gehören.

## Geschichte
Nach der 1997er Saison erwarb der damalige Betreiber der Six-Flags-Kette, Premier Parks, den Park und nannte ihn in Six Flags Kentucky Kingdom um. Ab 2010 war der Park allerdings geschlossen, da es Premier Parks nicht möglich war, einen Leasingvertrag mit der State Fair abzuschließen. Im Juni 2013 gelang es schließlich Ed Hart von der Herschend Family Entertainment einen Leasingvertrag abzuschließen und so konnte der Park zur 2014er Saison wieder eröffnet werden.

## Attraktionen

### Achterbahnen
| Name           | Typ                                                | Hersteller                  | Eröffnungsjahr | Weblinks |
| -------------- | -------------------------------------------------- | --------------------------- | -------------- | -------- |
| Kentucky Flyer | Holzachterbahn, Hybrid Coaster, Familienachterbahn | Gravitykraft Corporation    | 2019           |          |
| Lightning Run  | Stahlachterbahn ohne Inversionen                   | Chance Rides                | 2014           |          |
| Roller Skater  | Kinderachterbahn                                   | Vekoma                      | 1994           |          |
| Storm Chaser   | Stahlachterbahn mit Inversionen                    | Rocky Mountain Construction | 2016           |          |
| Thunder Run    | Holzachterbahn                                     | Dinn Corporation            | 1990           |          |

#### Ehemalige Achterbahnen
| Name                | Typ                                                   | Hersteller                    | Eröffnungsjahr | Schließungsjahr | Hinweise | Weblinks |
| ------------------- | ----------------------------------------------------- | ----------------------------- | -------------- | --------------- | --- | -------- |
| T3                  | Inverted Coaster                                      | Vekoma                        | 1995           | 2022            | |          |
| Chang               | Stand-Up Coaster                                      | Bolliger & Mabillard          | 1997           | 2009            | Fuhr von 2011 bis 2024 als Green Lantern in Six Flags Great Adventure. |          |
| Greezed Lightnin'   | Launched Coaster, Shuttle Coaster                     | Schwarzkopf                   | 2003           | 2009            | Ursprünglich 1978 als Tidal Wave in Six Flags Great America eröffnet, fuhr die Bahn von 1995 bis 2001 als Viper in Six Flags Over Georgia, um schließlich in Kentucky Kingdom eröffnet zu werden. |          |
| Road Runner Express | Wilde Maus                                            | Maurer Rides                  | 2000           | 2009            | Fährt seit 2011 in Six Flags New England als Gotham City Gauntlet Escape from Arkham Asylum. |          |
| Starchaser          | Dunkelachterbahn                                      | Schwarzkopf                   | 1987           | 1995            | Wurde ursprünglich zwischen 1968 und 1972 als Jet Star in Beech Bend eröffnet und fuhr dann 1986 und 1987 in Noble Park Funland ebenfalls als Jet Star, um schließlich in Kentucky Kingdom eröffnet zu werden. Nach der Schließung in Kentucky Kingdom von 1996 bis 1998 als Nightmare At Phantom Cave in Six Flags Darien Lake und von 1999 bis 2006 als Nightmare at Crack Axle Canyon in Six Flags Great Escape. |          |
| Twisted Twins       | Holzachterbahn, Hybrid Coaster, Racing Roller Coaster | Custom Coasters International | 1998           | 2007            | Nach Streitigkeiten mit der Rockband Twisted Sister wurde die Bahn, die bis 2001 unter Twisted Sisters fuhr, in Twisted Twins umbenannt. |          |
| Vampire             | Shuttle Coaster                                       | Vekoma                        | 1990           | 1999            | Die Bahn befand sich ursprünglich ab 1985 im Star Lake Amusement Park in China als Boomerang, bevor sie nach Kentucky Kingdom kam. Seit 2000 fährt sie als Flashback in Six Flags New England ihre Runden. |          |